# Devadurga
Devadurga è una suddivisione dell'India, classificata come town panchayat, di 21.992 abitanti, situata nel distretto di Raichur, nello stato federato del Karnataka. In base al numero di abitanti la città rientra nella classe III (da 20.000 a 49.999 persone).

## Geografia fisica
La città è situata a 16° 24' 51 N e 76° 55' 17 E.

## Società

### Evoluzione demografica
Al censimento del 2001 la popolazione di Devadurga assommava a 21.992 persone, delle quali 11.304 maschi e 10.688 femmine. I bambini di età inferiore o uguale ai sei anni assommavano a 3.763, dei quali 1.923 maschi e 1.840 femmine. Infine, coloro che erano in grado di saper almeno leggere e scrivere erano 9.546, dei quali 5.666 maschi e 3.880 femmine.